# آن وو یون
آن بیونگ هو (کره‌ای: 안병호؛ زادهٔ ۷ ژانویه ۱۹۹۱) که بیشتر با نام هنری آن وو یون (کره‌ای: 안우연) شناخته می‌شود، بازیگر اهل کره جنوبی است. او در مجموعه‌های تلویزیونی حسادت آشکار (۲۰۱۶)، زن قوی دو بونگ‌سون (۲۰۱۷) و چرخه (۲۰۱۷) ایفای نقش کرده‌است.

## فیلم‌شناسی

### مجموعه تلویزیونی
| سال  | عنوان               | نقش                              | منابع  |
| ---- | ------------------- | -------------------------------- | ------ |
| ۲۰۱۵ | کیمیاگر             | بیونگ هو                         |        |
| ۲۰۱۵ | چون اولین باره      |                                  |        |
| ۲۰۱۵ | آدامس بادکنکی       | یه جون سو                        | [ ۳ ]  |
| ۲۰۱۶ | پنج تا بچه بسه      | کیم ته مین                       | [ ۴ ]  |
| ۲۰۱۶ | حسادت آشکار         | اوه ده گو                        | [ ۵ ]  |
| ۲۰۱۷ | زن قوی دو بونگ‌سون   | دو بونگ کی                       | [ ۶ ]  |
| ۲۰۱۷ | چرخه                | کیم بوم گیون                     | [ ۷ ]  |
| ۲۰۱۷ | عاشقان در شکوفه     | بونگ یون چه (حضور افتخاری)       |        |
| ۲۰۱۷ | دوران جوانی ۲       | لی جین گوانگ                     | [ ۸ ]  |
| ۲۰۱۷ | معلم هیپ هاپ        | لی هوانگ                         | [ ۹ ]  |
| ۲۰۱۸ | شماره زن گه‌سوک‌جا    | لی هه جون                        | [ ۱۰ ] |
| ۲۰۱۸ | جادوگر خوب          | اوه ته یانگ                      | [ ۱۱ ] |
| ۲۰۱۸ | بیا بخوریم ۳        | سون‌وو سون                        | [ ۱۲ ] |
| ۲۰۱۹ | بانکدار             | سو بو گول                        |        |
| ۲۰۲۱ | انتظار برای سرنوشت  | هیون جون [خدای سرنوشت]           | [ ۱۳ ] |
| ۲۰۲۱ | دیوانه برای هم      | لی سانگ یوپ / سامانتا [واحد ۷۰۵] | [ ۱۴ ] |
| ۲۰۲۱ | چک کردن برنامه سفر  | سو جی گانگ                       | [ ۱۵ ] |
| ۲۰۲۱ | بانوی جوان و جنتلمن | پارک ده بوم                      | [ ۱۶ ] |
| ۲۰۲۳ | گوکدو: فصل خدا      | هان چول                          | [ ۱۷ ] |

### برنامه اینترنتی
| سال  | عنوان         | نقش          | توضیحات   | منابع  |
| ---- | ------------- | ------------ | --------- | ------ |
| ۲۰۲۲ | #رمانتیک سیتی | عضو بازیگران | در تایلند | [ ۱۸ ] |